# Хољаре
Хољаре (слч. Holiare, мађ. Gellér) насељено је мјесто са административним статусом сеоске општине (слч. obec) у округу Коморан, у Њитранском крају, Словачка Република.

## Становништво
| Година:    | 1994. | 2004.   | 2014.    | 2024.   |
| ---------- | ----- | ------- | -------- | ------- |
| Број људи: | 425   | 413     | 493      | 458     |
| Разлика:   |       | -2,82 % | +19,37 % | -7,09 % |

| Година:    | 2023. | 2024.   |
| ---------- | ----- | ------- |
| Број људи: | 463   | 458     |
| Разлика:   |       | -1,07 % |

Према подацима о броју становника из 2011. године насеље је имало 476 становника.